# راسيل ويت
راسيل ويت (بالإنجليزية: Russ Witte)‏ هو سباح أمريكي، ولد في 1915.